# Luigi De Rosso
Luigi De Rosso (Velo d'Astico, 5 maggio 1935 – Padova, 28 aprile 2020) è stato un marciatore e allenatore di atletica leggera italiano.

## Biografia
Luigi De Rosso si avvicinò alla pratica dell'atletica leggera con la corsa su strada e la corsa in montagna. Durante lo svolgimento del servizio militare fu notato dal Gruppo sportivo della Polizia di Stato e indirizzato dapprima al mezzofondo e alle 3000 siepi e successivamente alla marcia, sulle distanze dei 20 e 50 km.
Tra il 1960 e il 1967 vestì la maglia azzurra in dieci occasioni: nel 1960 partecipò ai Giochi olimpici di Roma, dove si classificò ventiduesimo nella gara della marcia 20 km; l'anno successivo fu medaglia d'argento ai campionati mondiali militari di Bruxelles, mentre si classificò ottavo nella marcia 50 km alla coppa del mondo di marcia di Lugano, dove conquistò anche la medaglia di bronzo nella classifica a squadre.
Alla fine della carriera agonistica fu tecnico delle Fiamme Oro di Padova, dove risiedeva, collaborando con Pietro Martinelli e portando sul podio dei campionati italiani atleti quali Sante Mancini e Renato Di Nicola, atleta olimpico a Montréal 1976.

## Palmarès
| Anno | Manifestazione    | Sede      | Evento       | Risultato | Prestazione | Note |
| ---- | ----------------- | --------- | ------------ | --------- | ----------- | ---- |
| 1960 | Giochi olimpici   | Roma      | Marcia 20 km | 22º       | 1h45'04"2   |      |
| 1961 | Mondiali militari | Bruxelles | Marcia 20 km | Argento   |             |      |

## Altre competizioni internazionali
1961
- 8º alla coppa del mondo di marcia ( Lugano), marcia 50 km - 4h49'22"
- Bronzo alla coppa del mondo di marcia ( Lugano), gara a squadre - 28 punti